# だいじょうぶ (八代亜紀 with みやぞんの曲)
「だいじょうぶ」は、2019年2月6日にVirgin Musicから発売された八代亜紀とみやぞんのデュエット・シングルである。

## 解説
前年12月5日に八代のソロとして配信リリースされた楽曲を新たにみやぞんとのデュエットとしてCDで発売した。

## 収録曲
作詞：伊藤薫／作曲：高見沢俊彦／編曲：高見沢俊彦・鎌田雅人
1. だいじょうぶ（八代亜紀 with みやぞん）（4：55）[3]
2. だいじょうぶ（八代亜紀ソロ）（4：54）[3]
3. だいじょうぶ（みやぞんソロ）（4：53）[3]
4. だいじょうぶ（カラオケ）（4：53）[3]